# Aristide Cavallari
Aristide Cavallari, italijanski rimskokatoliški duhovnik, škof in kardinal, * 8. februar 1849, Chioggia, † 24. november 1914, Benetke.

## Življenjepis
24. septembra 1872 je prejel duhovniško posvečenje.
22. avgusta 1903 je bil imenovan za pomožnega škofa Benetk in za naslovnega škofa lidijske Filadelfije. Naslednji dan je prejel škofovsko posvečenje.
13. marca 1904 je postal patriarh Benetk.
15. aprila 1907 je bil povzdignjen v kardinala in imenovan za kardinal-duhovnika Santa Maria in Cosmedin.